# Équipe d'Algérie de football à la Coupe d'Afrique des nations 1990
Cet article relate le parcours de l’équipe d'Algérie de football lors de la Coupe d'Afrique des nations de football 1990, en tant que pays-organisateur du 2 mars 1990 au 16 mars 1990. À l'issue de la compétition, l'Algérie, devant son public, remporte pour la première fois de son histoire le titre de champion d'Afrique de football.

## Phase qualificative
L'Algérie est directement qualifiée pour la phase finale de la compétition en tant que pays organisateur et ne participe donc pas au tour qualificatif.

## Effectif
| N° | Pos | Nom                        | Date                       | Matches et Minutes | Buts | Club             |
| -- | --- | -------------------------- | -------------------------- | ------------------ | ---- | ---------------- |
| 16 | GB  | Kamel Kadri                | 19 novembre 1963 (26 ans)  | 1 m (90 min)       | 0    | MC Alger         |
| 1  | GB  | Larbi El Hadi              | 27 mai 1961 (28 ans)       | 0                  | 0    | JS Kabylie       |
| 22 | GB  | Antar Osmani               | 22 février 1960 (30 ans)   | 4 m (360 min)      | 0    | ES Sétif         |
|    |     |                            |                            |                    |      |                  |
| 20 | DF  | Fodil Megharia             | 23 mai 1961 (28 ans)       | 4 m (360 min)      | 0    | ASO Chlef        |
| 2  | DF  | Noureddine Bounâas         | 18 octobre 1965 (24 ans)   | 0                  | 0    | MO Constantine   |
| 4  | DF  | Ali Benhalima              | 21 janvier 1962 (28 ans)   | 4 m (360 min)      | 0    | MC Oran          |
| 3  | DF  | Kamel Adjas                | 22 août 1961 (28 ans)      | 3 m (228 min)      | 0    | ES Sétif         |
| 5  | DF  | Rachid Adghigh*            | 1er juillet 1961 (28 ans)  | 1 m (94 min)       | 0    | JS Kabylie       |
| 5  | DF  | Messaoud Aït Abderrahmane* | 11 novembre 1970 (19 ans)  | 3 m (200 min)      | 0    | JS Kabylie       |
| 13 | DF  | Mohamed Lotfi Manaâ        | 21 novembre 1964 (25 ans)  | 0                  | 0    | USM Annaba       |
| 15 | DF  | Abdelhakim Serrar          | 24 avril 1961 (28 ans)     | 5 m (450 min)      | 0    | ES Sétif         |
| 19 | DF  | Tarek Lazizi               | 8 juin 1971 (18 ans)       | 2 m (108 min)      | 0    | MC Alger         |
|    |     |                            |                            |                    |      |                  |
| 6  | ML  | Mahieddine Meftah          | 25 septembre 1968 (21 ans) | 2 m (95 min)       | 0    | JS Kabylie       |
| 8  | ML  | Djamel Amani               | 17 juin 1962 (27 ans)      | 5 m (421 min)      | 3    | Royal Antwerp FC |
| 14 | ML  | Tahar Chérif El-Ouazzani   | 10 juillet 1967 (22 ans)   | 5 m (445 min)      | 1    | MC Oran          |
| 18 | ML  | Moussa Saïb                | 6 mars 1969 (21 ans)       | 5 m (450 min)      | 1    | JS Kabylie       |
| 7  | ML  | Abdelhamid Rahmouni        | 21 mai 1968 (22 ans)       | 0                  | 0    | ES Sétif         |
| 10 | ML  | Chérif Oudjani             | 9 décembre 1964 (25 ans)   | 4 m (347 min)      | 2    | FC Sochaux       |
| 21 | ML  | Abderrazak Djahnit         | 8 janvier 1966 (24 ans)    | 1 m (29 min)       | 0    | JS Kabylie       |
| 17 | ML  | Mohamed Rahem              | 21 juin 1970 (19 ans)      | 3 m (103 min)      | 0    | USM El Harrach   |
|    |     |                            |                            |                    |      |                  |
| 11 | AT  | Rabah Madjer               | 15 décembre 1958 (31 ans)  | 4 m (360 min)      | 2    | FC Porto         |
| 12 | AT  | Nacer Bouiche              | 16 mai 1963 (26 ans)       | 1 m (10 min)       | 0    | JS Kabylie       |
| 9  | AT  | Djamel Menad               | 22 juillet 1960 (29 ans)   | 5 m (440 min)      | 4    | Nîmes Olympique  |

- Rachid Adghigh, blessé après le deuxième match, est remplacé par Messaoud Aït Abderrahmane.

## Phase Finale

### 1ertour

#### Groupe A
| Vendredi 2 mars 1990 | Algérie                                    | 5 – 1 | Nigeria    | Stade 5 Juillet 1962, Alger                                     |                                                                 |
| 17h                  | Madjer 36e 58e · Menad 69e 72e · Amani 88e |       | 82e Okocha | Spectateurs : 65 000 Diffuseur : ENTV Arbitrage : Shizuo Takada | Spectateurs : 65 000 Diffuseur : ENTV Arbitrage : Shizuo Takada |
| 17h                  | Rapport                                    |       |            | Spectateurs : 65 000 Diffuseur : ENTV Arbitrage : Shizuo Takada | Spectateurs : 65 000 Diffuseur : ENTV Arbitrage : Shizuo Takada |

| Lundi 5 mars 1990 | Algérie                                          | 3 – 0 | Côte d'Ivoire | Stade 5 Juillet 1962, Alger                                    |                                                                |
| 20h               | Menad 23e · Chérif El-Ouazzani 81e · Oudjani 82e |       |               | Spectateurs : 75 000 Diffuseur : ENTV Arbitrage : Idrissa Sarr | Spectateurs : 75 000 Diffuseur : ENTV Arbitrage : Idrissa Sarr |
| 20h               | Rapport                                          |       |               | Spectateurs : 75 000 Diffuseur : ENTV Arbitrage : Idrissa Sarr | Spectateurs : 75 000 Diffuseur : ENTV Arbitrage : Idrissa Sarr |

| Jeudi 8 mars 1990 | Algérie              | 2 – 0 | Égypte | Stade 5 Juillet 1962, Alger                                          |                                                                      |
| 20h               | Amani 39e · Saïb 43e |       |        | Spectateurs : 85 000 Diffuseur : ENTV Arbitrage : Eganaden Cadressen | Spectateurs : 85 000 Diffuseur : ENTV Arbitrage : Eganaden Cadressen |
| 20h               | Rapport              |       |        | Spectateurs : 85 000 Diffuseur : ENTV Arbitrage : Eganaden Cadressen | Spectateurs : 85 000 Diffuseur : ENTV Arbitrage : Eganaden Cadressen |

| Place | Club          | Pts | J | V | N | D | Buts + | Buts - | Diff. |
| 1er   | Algérie       | 9   | 3 | 3 | 0 | 0 | 10     | 1      | +9    |
| 2e    | Nigeria       | 6   | 3 | 2 | 0 | 1 | 3      | 5      | -2    |
| 3e    | Côte d'Ivoire | 3   | 3 | 1 | 0 | 2 | 3      | 5      | -2    |
| 4e    | Égypte        | 0   | 3 | 0 | 0 | 3 | 1      | 6      | -5    |

### Demi-finale
| Lundi 12 mars 1990 | Algérie              | 2 – 1 | Sénégal          | Stade 5 Juillet 1962, Alger                                     |                                                                 |
| 17h                | Menad 4e · Amani 62e |       | 20e (csc) Serrar | Spectateurs : 65 000 Diffuseur : ENTV Arbitrage : Shizuo Takada | Spectateurs : 65 000 Diffuseur : ENTV Arbitrage : Shizuo Takada |
| 17h                | Rapport              |       |                  | Spectateurs : 65 000 Diffuseur : ENTV Arbitrage : Shizuo Takada | Spectateurs : 65 000 Diffuseur : ENTV Arbitrage : Shizuo Takada |

### Finale
| Vendredi 16 mars 1990 | Algérie     | 1 - 0   | Nigeria | Stade du 5-Juillet-1962, Alger                                                    |                                                                                   |
| 16 h 00               | 38e Oudjani | (1 - 0) |         | Spectateurs : 80 000 spectateurs Diffuseur : EPTV Arbitrage : Jean-Fidèle Diramba | Spectateurs : 80 000 spectateurs Diffuseur : EPTV Arbitrage : Jean-Fidèle Diramba |
| 16 h 00               | Rapport     |         |         | Spectateurs : 80 000 spectateurs Diffuseur : EPTV Arbitrage : Jean-Fidèle Diramba | Spectateurs : 80 000 spectateurs Diffuseur : EPTV Arbitrage : Jean-Fidèle Diramba |

| Algérie | Nigeria |

| Algérie            |    |                           |     |     |
| Gardien de but     | 22 | Antar Osmani              |     |     |
|                    | 5  | Messaoud Aït Abderrahmane |     |     |
|                    | 4  | Ali Benhalima             |     |     |
|                    | 20 | Fodil Megharia            |     |     |
|                    | 15 | Abdelhakim Serrar         |     |     |
|                    | 14 | Tahar Chérif El-Ouazzani  |     | 85e |
|                    | 8  | Djamel Amani              | 62e |     |
|                    | 18 | Moussa Saïb               |     |     |
|                    | 11 | Rabah Madjer              |     |     |
|                    | 10 | Chérif Oudjani            |     | 90e |
|                    | 9  | Djamel Menad              |     |     |
| Remplaçants :      |    |                           |     |     |
|                    | 16 | Kamel Kadri               |     |     |
|                    | 19 | Tarek Lazizi              |     |     |
|                    | 6  | Mahieddine Meftah         |     | 85e |
|                    | 12 | Nacer Bouiche             |     |     |
|                    | 17 | Mohamed Rahem             |     | 90e |
| Entraîneur :       |    |                           |     |     |
| Abdelhamid Kermali |    |                           |     |     |

| Nigeria           |    |                  |     |     |
|                   |    |                  |     |     |
| Gardien de but    | 1  | Alloysius Agu    |     |     |
|                   | 4  | Uche Okechukwu   |     |     |
|                   | 19 | Isaac Semitoje   |     |     |
|                   | 13 | Herbert Anijekwu |     |     |
|                   | 3  | Andrew Uwe       |     | 13e |
|                   | 8  | Moses Kpakor     |     |     |
|                   | 6  | Thompson Oliha   | 31e |     |
|                   | 10 | Emmanuel Okocha  |     |     |
|                   | 7  | Ayodele Ogunlana |     | 69e |
|                   | 9  | Rashidi Yekini   |     |     |
|                   | 17 | Friday Elahor    | 44e |     |
| Remplaçants :     |    |                  |     |     |
|                   | 18 | Christian Obi    |     |     |
|                   | 2  | Aminu Abdul      |     | 13e |
|                   | 11 | Ademola Adeshina |     |     |
|                   | 20 | Baldwin Bazuaye  |     |     |
|                   | 14 | Daniel Amokachi  |     | 69e |
| Sélectionneur :   |    |                  |     |     |
| Clemens Westerhof |    |                  |     |     |

| Assistants : Abdelali Naciri Idrissa Sarr |

## Podium final
|                            | Algérie                     |
|                            | Médaille d'or, Afrique      |
| Nigeria                    |                             |
| Médaille d'argent, Afrique | Zambie                      |
| Médaille d'argent, Afrique | Médaille de bronze, Afrique |

## Meilleurs buteurs de l'équipe
- 4 buts
  - Djamel Menad
- 3 buts
  - Djamel Amani
- 2 bus 
  - Chérif Oudjani
  - Rabah Madjer
- 1 but 
  - Moussa Saïb
  - Tahar Cherif El-Ouazzani